# Tempesta tropicale Alberto (2006)
La tempesta tropicale Alberto è stata la prima tempesta tropicale della stagione degli uragani atlantici del 2006. Formatasi il 10 giugno nei Caraibi nord-occidentali, la tempesta si è spostata gradualmente verso nord, raggiungendo un'intensità massima di 70 mph (110 km/h) prima di indebolirsi e spostarsi a terra nella zona di Big Bend in Florida, il 13 giugno. Alberto passò poi attraverso la Georgia orientale, la Carolina del Nord e la Virginia come depressione tropicale prima di diventare extratropicale il 14 giugno.
Attraverso i Caraibi occidentali, la tempesta produsse forti piogge, causando alcuni danni minori. In Florida, una moderata onda di tempesta causò danni e inondazioni costiere, mentre le bande esterne di Alberto dettero origine a numerosi tornado. La tempesta fu indirettamente responsabile di due annegamenti al largo della costa di Tampa Bay. Nella Carolina del Nord, forti piogge hanno causato gravi inondazioni a livello locale e un bambino è annegato in uno scolo di tempesta nascosto dall'alto livello dell'acqua vicino a Raleigh. I resti di Alberto produssero forti venti e lasciarono quattro persone disperse lungo le coste dell'Atlantico Canadese. Nel complesso tuttavia, il danno è stato lieve lungo il percorso di Alberto.

## Storia meteorologica

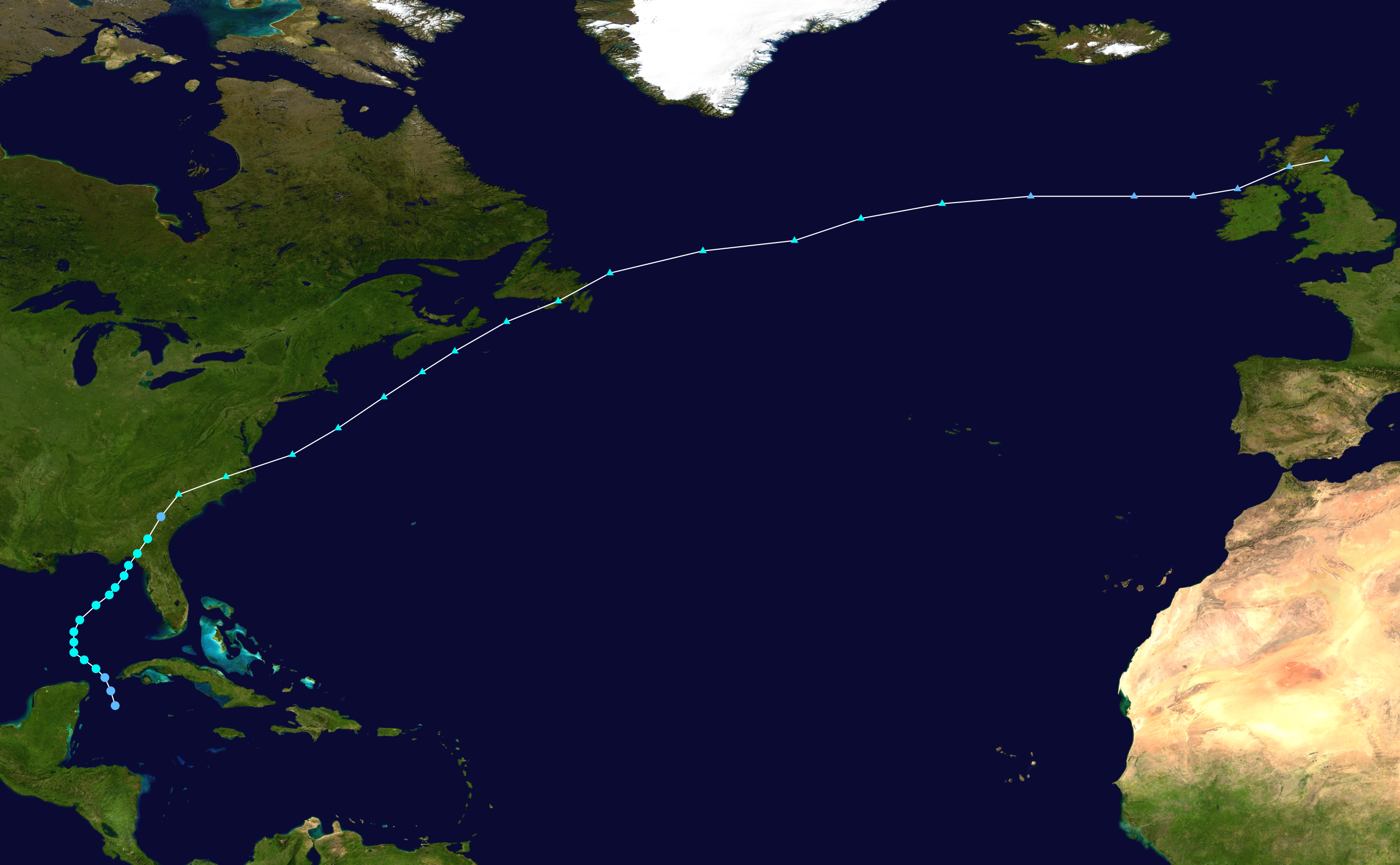
Mappa dell'intensità della tempesta Alberto lungo il suo percorso.

Ai primi di giugno (2006), un'area di convezione ha persistito in tutta l'America centrale e nei Caraibi occidentali in associazione a un'ampia depressione quasi stazionaria. I temporali aumentarono d'intensità l'8 giugno, dopo che un'enorme massa d'aria calda e umida si era spostata nei Caraibi occidentali e dopo che un livello superiore di bassa pressione proveniente da ovest aveva aumentato il deflusso sul sistema. La perturbazione si spostò lentamente verso nord-nordovest e lo sviluppo fu inizialmente inibito da venti solo parzialmente favorevoli di livello superiore e dall'interazione terrestre. Il sistema gradualmente si riorganizzò e il 10 giugno si formò una circolazione con convezione sufficientemente organizzata da essere classificata dal National Hurricane Center come Depressione Tropicale Uno. A questo punto la tempesta si trovava a circa 140 miglia (225 km) a sud della punta occidentale di Cuba.
La perturbazione procedette verso nord-ovest attraverso il Canale dello Yucatán in un'area con un maggior gradiente del vento o Wind shear, che lasciò il centro della depressione esposto e allungato. Nonostante la scarsa struttura, il sistema ha mantenuto forti venti nel semicerchio orientale. La depressione si è intensificata in "tempesta tropicale Alberto" all'inizio dell'11 giugno, a circa 260 miglia (420 km) sud-ovest delle Dry Tortugas, sulla base dei rapporti degli Hurricane Hunters, con venti a livello di volo di 50 mph (80 km/h) in alcune Rainbands dell'uragano(strutture con nuvole e precipitazioni significativamente allungate ed associate ad aree di pioggia). Diventando una tempesta tropicale, la circolazione a basso livello si organizzò e definì meglio, sebbene le previsioni avessero previsto un rafforzamento del gradiente del vento che in modo teorico avrebbe dovuto impedire un significativo rafforzamento della tempesta. Un meteorologo del National Hurricane Center ha osservato che il sistema assomigliava a un ciclone subtropicale . Tuttavia, la convezione profonda ha continuato a svilupparsi e costruirsi verso ovest contro il Wind shear man mano che l'organizzazione generale si definiva. Allo stesso tempo, Alberto si voltò verso nord-est sotto l'influenza di una depressione in avvicinamento. Il 12 giugno, la circolazione si riformò bruscamente nell'area della convezione più profonda: questo evento coincise con il passaggio della tempesta sopra la corrente ad anello; come conseguenza, Alberto si rafforzò rapidamente per raggiungere venti con picchi di 70 mph (115 km/h) a circa 220 miglia (350 km) ovest-nord-ovest di Tampa, in Florida.

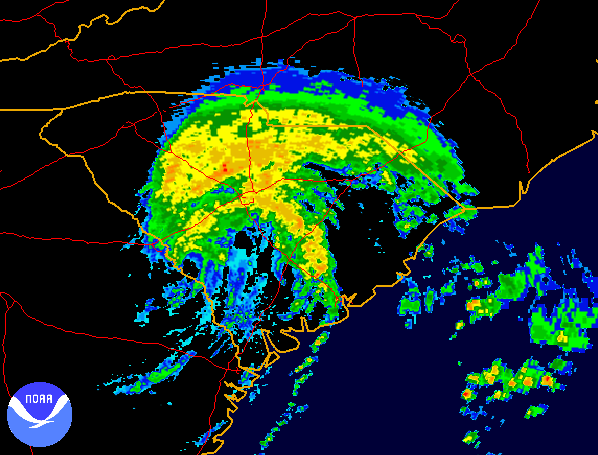
Tempesta tropicale Alberto sulla Carolina del Sud

Sebbene si pensasse che avesse continuato a seguire le acque più fredde rimanendo in un'area con un maggior Wind Shear, i meteorologi del National Hurricane Center constatarono che Alberto avrebbe comunque raggiunto lo status di uragano mantenendo quell'intensità anche dopo essere arrivato a terra. La tempesta ha mantenuto il picco d'intensità per circa 18 ore e mentre accelerava verso nord-est, la convezione di Alberto si affievolì man mano che il modello delle nuvole si allungava. Il 13 giugno, dell'aria secca venne intrappolata nella circolazione, lasciando il centro della convezione esposto e il raggio massimo del vento si allargò notevolmente. Un occhio parziale si sviluppò nel semicerchio occidentale del centro; tuttavia, i venti erano ben al di sotto della forza iniziale dell'uragano. Alberto continuò a indebolirsi e fece sbarco a circa 1630 UTC il 13 giugno con venti a 45 mph (75 km/h) nella Contea di Taylor, in Florida, a circa 50 miglia (80 km) a sud-est di Tallahassee.
La tempesta ha mantenuto una struttura ben organizzata e caratteristiche di un ciclone tropicale anche sulla terra, continuando a produrre venti di tempesta tropicale durante lo spostamento in Georgia . All'inizio del 14 giugno, la tempesta si era indebolita fino allo stato di "depressione tropicale" mentre si trovava vicino alla città di Millen, in Georgia. Alberto iniziò a perdere le caratteristiche tropicali subito dopo e circa sei ore dopo l'indebolimento in "depressione tropicale" passò a uno stato di ciclone extratropicale . Alla fine del 14 giugno accelerò verso nord-est per emergere nell'Oceano Atlantico e il 15 giugno entrò nell'area di competenza del Canadian Hurricane Center . Mentre si trovava su acque aperte, i resti di Alberto iniziarono a intensificarsi; più tardi, quel giorno, il residuo extratropicale produsse venti di bassa quota a 65 mph (105 km/h) con una pressione di 969 mbar mentre si trovava a breve distanza a sud della Nuova Scozia. In questo momento, la perturbazione presentava una struttura a virgola ben definita. Dopo essere passati vicino a Sable Island, i resti di Alberto attraversarono la penisola di Avalon di Terranova il 16 giugno. La tempesta extratropicale si rivolse a est-nord-est e successivamente a est continuando il suo rapido movimento in avanti e tre giorni dopo i resti di Alberto si unirono con un fronte freddo in avvicinamento alle isole britanniche.

## Procedure di emergenza

Immagine radar della tempesta tropicale Alberto allo sbarco

Entro il 12 giugno, il governo cubano aveva evacuato oltre 25.000 persone nella parte occidentale del paese a causa della minaccia di inondazioni. Il National Hurricane Center divulgò avvisi di tempeste tropicali per l'Isola della Gioventù e la Provincia di Pinar del Río all'inizio del 10 giugno, ma non furono pubblicati dal governo cubano.
Nel nord-ovest della Florida, i funzionari emisero un ordine di evacuazione obbligatorio il giorno prima che la tempesta si spostasse a terra per circa 21.000 cittadini nella Contea di Levy, nella Contea di Citrus e nella Contea di Taylor. Anche diverse scuole furono chiuse e convertite in rifugi. In tutto, circa 350 residenti costieri si rifugiarono in rifugi di emergenza. Prima dell'arrivo della tempesta, il governatore della Florida Jeb Bush dichiarò lo stato di emergenza. Un orologio da tempesta tropicale fu emesso per la prima volta per porzioni del Panhandle della Florida circa 43 ore prima dell'arrivo dell'uragano. Mentre si prevedeva l'intensificazione di Alberto, il National Hurricane Center lanciò un avvertimento sugli uragani da Longboat Key alla foce del fiume Ochlockonee, circa 25 ore prima dello sbarco. Un avvertimento di tempesta tropicale si estese verso sud fino a Englewood e verso ovest fino all'Indian Pass. Un avvertimento di tempesta tropicale è stato emesso anche da Flagler Beach, in Florida, alla foce del fiume Santee nella Carolina del Sud . Mentre la tempesta si spostava nell'entroterra, gli uffici del National Weather Service emettevano avvisi ed orologi per l'emergenza inondazione per parti della Carolina del Nord, della Virginia e della penisola di Delmarva. Inoltre, sono stati emessi avvisi di alluvione e inondazione per alcune parti della Carolina del Sud fino alla Virginia.
Mentre Alberto si riduceva a livello extratropicale, il Canadian Hurricane Center emise avvisi di burrasca per le acque al largo della Nuova Scozia e successivamente per Terranova. Inoltre, l'Atlantic Storm Prediction Center emise avvisi di forte vento nell'entroterra e di forti precipitazioni per le regioni costiere della Nuova Scozia.

## Impatto

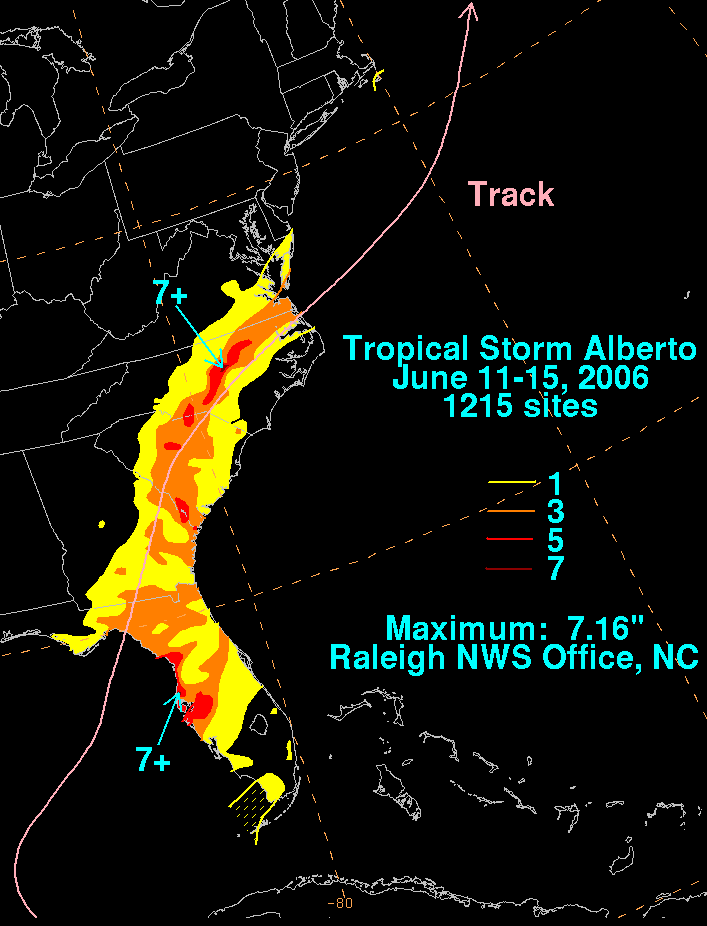
Storm Rainfall negli Stati Uniti

### Area Caraibica
Nelle sue prime fasi di sviluppo, la depressione tropicale produsse forti piogge sui Caraibi occidentali. Una stazione di Grand Cayman ha riportato 22,72 pollici (577 mm) di pioggia in un periodo di 24 ore. A Cuba, le precipitazioni sono state di 17,52 pollici (445 mm) nella provincia di Pinar del Río, dove una stazione ha registrato 4.06 pollici (103 mm) in un'ora. Sull'Isola della Gioventù, le precipitazioni sono aumentate a 15,67 pollici (398 mm) in Sumidero.  Il transito aereo e marittimo fu interrotto tra la terraferma cubana e l'Isola della Gioventù. Nella provincia dell'Avana le precipitazioni sono state pari a 8,46 pollici (215 mm) a Playa Baracoa. Gran parte delle precipitazioni è caduta in un periodo abbastanza breve ed ha avuto anche risvolti benefici, poiché l'area aveva sofferto di gravi condizioni di siccità. Nella provincia di Pinar del Río, le precipitazioni hanno inondato 50 sq mi (130 km²) di terreni coltivati. La tempesta ha danneggiato circa 50 case in tutto il paese, di cui la metà a L'Avana.
Alberto ha lasciato cadere lievi piogge in tutto il Messico, con un picco di 4 pollici (100 mm) in 24 ore a Peto, Yucatán. Pioggia leggera è stata segnalata anche in Quintana Roo e nella parte orientale di Campeche.

### Florida
La vasta area di convezione associata ad Alberto ha provocato precipitazioni in Florida per diversi giorni. Il massimo delle precipitazioni a livello statale ha raggiunto 7,08 pollici (180 mm) presso una stazione 5 miglia (8 km) a est di Tarpon Springs . I venti più forti prodotti dalla tempesta sono stati ufficialmente registrati a 40 mph (65 km/h) a Saint Petersburg, che ha visto anche segnalazioni di raffiche di vento fino a 56 mph (90 km/h). Mentre transitava sul Florida Panhandle, la tempesta produsse una marea che raggiunse ufficiosamente il picco a 7,3 piedi (2,2 m) nella centrale elettrica di Crystal River . La combinazione di surf e marea di tempesta ha causato inondazioni lungo il Florida Panhandle . Sei tornado sono stati generati dalle bande esterne di Alberto, nessuno dei quali ha causato gravi danni.

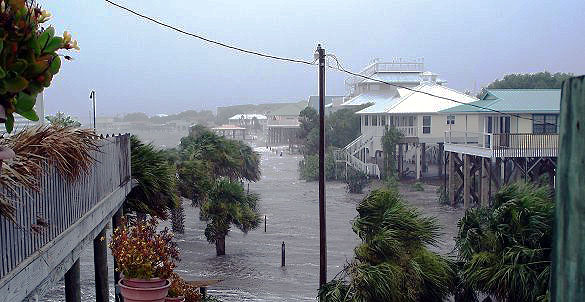
Inondazione della tempesta dalla tempesta tropicale Alberto a Horseshoe Beach, Florida

In tutte le aree costiere, l'inondazione ha causato danni minori a dozzine di case e ha causato la chiusura di diverse strade. Vicino a Homosassa, due persone che non hanno seguito l'evacuazione hanno richiesto poi il salvataggio in acqua. All'Egmont Key State Park, una donna cadde da una barca dopo che una banda di onde e correnti impetuose rese difficile la navigazione; suo marito e un'amica senza giubbotti di salvataggio sono annegati dopo essersi tuffati per salvarla, anche se poi la donna è tornata in salvo sulla barca. Le piogge hanno causato alcune inondazioni temporanee delle strade, sebbene le precipitazioni siano state per lo più benefiche per alleviare le condizioni di siccità. Le raffiche di vento moderate hanno causato interruzioni di corrente sparse e hanno abbattuto alcuni alberi nella parte nord-orientale dello stato. Complessivamente, i danni alla proprietà nello stato sono saliti a circa 390000 $ (2006 USD) in totale.

### Stati Uniti sud-orientali
Mentre la tempesta si spostava attraverso lo stato della Georgia, venti moderati fino a 45 mph (72 km/h) si sono abbattuti lungo la costa. Il livello delle precipitazioni ha presentato una variabilità da 3 a 5 pollici (75–125 mm) sulla parte sud-orientale dello stato, con massimi isolati fino a 7,05 pollici (179 mm) in Rincon. Alberto ha prodotto un'Onda di tempesta di 8,53 piedi (2.6 m) contro la zona del monumento nazionale di Fort Pulaski, causando l'erosione della spiaggia lungo la costa.
Alberto produsse venti di tempesta tropicale lungo la costa della Carolina del Sud; la più forte raffica di vento ufficiale registrata è stata di 51 mph (82 km/h) sulla spiaggia di Edisto. La tempesta ha prodotto precipitazioni in gran parte dello stato, con un massimo di 4,42 pollici (112 mm) a Pritchardville. Onde di tempesta hanno raggiunto 7,81 piedi (2.4 m) al di sopra del livello medio-basso dell'acqua lungo l'Isola di Fripp, portando a effetti di erosione della spiaggia lungo parti della costa. Mentre erano in procinto di diventare extratropicali, le bande di Alberto generarono sette tornado confermati nello stato, la maggior parte dei quali classificati di categoria F0; un rapporto del Servizio meteorologico nazionale indicava che nello stato sarebbero potuti verificarsi tornado aggiuntivi. I tornado causarono alcuni danni minori, sebbene il danno complessivo sia stato minimo.
I resti di Alberto produssero forti precipitazioni in tutta la Carolina del Nord, con un massimo nazionale di 7,16 pollici (182 mm) registrato presso l'ufficio nazionale del servizio meteorologico di Raleigh . Alcuni valori totali hanno superato i precedenti record di precipitazioni, tra cui presso la stazione dell'aeroporto internazionale di Raleigh-Durham, che ha battuto il record giornaliero di precipitazioni per quella stazione. La pioggia ha portato a inondazioni attraverso la parte centrale dello stato, con 45 avvisi di inondazioni emesse dal Servizio meteorologico nazionale di Raleigh. La polizia e i vigili del fuoco della contea di Wake hanno eseguito 47 soccorsi via acqua. Inoltre, il Raleigh-Wake 9-1-1 ha ricevuto più di 1.076 richieste d'aiuto. Inondazioni improvvise si sono verificate in tutta l'area, causando un picco massimo del torrente Crabtree Creek a Raleigh a 23,77 piedi (7,2 m); questo è stato il secondo stadio alluvionale più alto mai registrato per il torrente. Il torrente traboccato inondò alcune macchine fin sopra i tetti e portò alla chiusura del Crabtree Valley Mall. Inondazioni gravi sono state segnalate in tutta la regione, causando la chiusura di diverse strade e danneggiando alcune case. Nella contea di Franklin, un bambino di otto anni è annegato dopo essere stato risucchiato in un sistema di drenaggio allagato; la morte è considerata indiretta perché il ragazzo stava inseguendo una palla nel sistema di drenaggio. Vicino alla costa, la tempesta ha prodotto diverse trombe marine, alcune delle quali si sono trasferite a terra nelle contee di Dare e Carteret. Rapporti isolati di raffiche di vento a 60 mph (95 km/h) hanno provocato l'abbattimento di alcuni alberi e causato lievi danni.
Le piogge dalla tempesta si estesero in Virginia, sulla costa orientale del Maryland e nell'estremo sud-est del Delaware. Si sono registrati valori di precipitazione a 5,8 pollici (147 mm) in Virginia Beach, che hanno provocato inondazioni improvvise nell'area di Hampton Roads. L'inondazione ha bloccato diverse strade, sebbene non siano stati segnalati danni rilevanti.

### Canada
Il residuo extratropicale di Alberto ha prodotto forti venti in tutte le Maritimes canadesi, tra cui raffiche di 74 mph (119 km/h) nel distretto di Barrington della Nuova Scozia. I venti sostenuti hanno raggiunto 51 mph (83 km/h). Le piogge dalla tempesta sono state moderate, con alcune località che segnalano registrazioni di 0,4 pollici (10 mm) all'ora; valori totali di 2 pollici (50 mm) in numerose aree. A causa dei terreni impregnati d'acqua, i venti hanno abbattuto alcuni alberi, diversi rami e hanno provocato la rottura di varie linee elettriche, causando interruzioni di corrente localizzate. Venti moderati e precipitazioni hanno interessato anche Terranova. Secondo un rapporto della stampa, la tempesta ha causato la scomparsa di quattro marinai a circa 230 miglia (370 km) sud della Nuova Scozia.